# Наталія Алмейда
Наталія Алмейда (порт. Nathalia Almeida, 14 грудня 1996) — бразильська плавчиня.
Учасниця Олімпійських Ігор 2020 року, де в естафеті 4x200 метрів вільним стилем її збірна посіла 10-те місце і не потрапила до фіналу.